# غوستا أندرسون
غوستا أندرسون (بالسويدية: Gösta Andersson)‏ هو مصارع هاوي سويدي، ولد في 15 فبراير 1917 في Selångers parish ‏ في السويد، وتوفي في 12 سبتمبر 1975 في سوندسفال في السويد.

## طالع
- رياضة المصارعة في الألعاب الأولمبية الصيفية 1952
- قائمة رافعي العلم السويدي في الألعاب الأولمبية

## وصلات خارجية
- غوستا أندرسون على موقع قاعدة بيانات المصارعة الدولية (الإنجليزية)
- غوستا أندرسون على موقع أوليمبيديا (الإنجليزية)
- غوستا أندرسون على موقع اللجنة الأولمبية السويدية (السويدية)